# ГЕС Ба-Ха
ГЕС Ба-Ха — гідроелектростанція у центральній частині В'єтнаму. Знаходячись після ГЕС Đăk Srông 3B (19,5 МВт) становить нижній ступінь в каскаді на річці Ба, яка впадає у море біля міста Туйхоа.
У межах проєкту річку перекрили земляною греблею висотою 46 метрів, довжиною 1357 метрів та шириною по основі 212 метрів, яка потребувала 2 млн м3 матеріалу. Вона утримує водосховище з площею поверхні 54,7 км2 та об'ємом 395 млн м3 (корисний об'єм 166 млн м3), у якому припустиме коливання рівня поверхні в операційному режимі між позначками 101 та 105 метрів НРМ (у випадку повені останній показник може зростати до 108,5 метра НРМ).
Зі сховища по лівобережжю прокладено канал довжиною 3,7 км, який переходить у два напірні водоводи довжиною по 1 км з діаметром 7,5 метра. Наземний машинний зал обладнали двома турбінами типу Френсіс загальною потужністю 220 МВт, які при напорі від 59 до 67 метрів (номінальний напір 62 метри) забезпечують виробництво 825 млн кВт·год електроенергії на рік.
Відпрацьована вода повертається у Ба по відвідному каналу довжиною 0,6 км.